# 미스터트롯의 맛
《미스터트롯의 맛》은 TV CHOSUN에서 방송된 예능 프로그램이다. 《내일은 미스터트롯》 종영 후 방영되었으며, 코로나바이러스감염증-19의 여파로 인해 이 프로그램이 특집 콘서트를 대체하였다.

## 기획 의도
제1대 내일은 미스터트롯 우승자들을 비롯한 경연 참가자들이 참여하는 스페셜 예능 프로그램이다.

## 방송 시간
| 방송 채널 | 방송 기간                         | 방송 시간                    | 비고  |
| --------- | --------------------------------- | ---------------------------- | ----- |
| TV CHOSUN | 2020년 3월 19일 ~ 2020년 3월 26일 | 매주 목요일 밤 10:00 ~ 12:30 | 2부작 |

## 출연진
- 김성주 - MC
- 장윤정 - MC
- 신지
- 노사연
- 이무송
- 진성
- 붐
- 임영웅
- 영탁
- 이찬원
- 김호중
- 정동원
- 장민호
- 김희재

## 시청률
최저 시청률과 최고 시청률은 시청률 조사회사와 지역별로 시청률에 차이가 있을 수 있습니다.
| 회차 | 방송일   | AGB 시청률     | AGB 시청률   |
| 회차 | 방송일   | 대한민국(전국) | 서울(수도권) |
| ---- | -------- | -------------- | ------------ |
| 1회  | 3월 19일 | 22.925%        | 20.245%      |
| 1회  | 3월 19일 | 23.940%        | 21.603%      |
| 2회  | 3월 26일 | 17.972%        | 16.512%      |
| 2회  | 3월 26일 | 20.015%        | 18.281%      |

## 같이 보기
- 트로트
- 내일은 미스터트롯
- 신청곡을 불러드립니다 - 사랑의 콜센타
- 뽕숭아 학당